# Drosophila frotapessoai
Drosophila frotapessoai este o specie de muște din genul Drosophila, familia Drosophilidae, descrisă de Vilela și Bachli în anul 1990.
Este endemică în Peru. Conform Catalogue of Life specia Drosophila frotapessoai nu are subspecii cunoscute.